# When I Get There
When I Get There è un singolo della cantante statunitense Pink, pubblicato il 14 febbraio 2023 come terzo estratto dal nono album in studio Trustfall.

## Tracce
Testi e musiche di David Hodges e Amy Wadge.
1. When I Get There – 3:20

## Classifiche
| Classifica (2023) | Posizione massima |
| ----------------- | ----------------- |
| Canada            | 94                |
| Croazia           | 35                |
| Regno Unito       | 44                |
| Svizzera          | 84                |